# Sloan Doak
Sloan Doak (n. 28 ianuarie 1886, Taylor⁠(d), Texas, SUA – d. 10 august 1965, Maryland, SUA) a fost un sportiv ce a reprezentat Statele Unite ale Americii, medaliat olimpic. A participat la 2 ediții ale Jocurilor Olimpice (1924, 1928) în care a câștigat o medalie de bronz.